# Frýdlant v Čechách
Frýdlant v Čechách (deutsch Friedland in Böhmen) ist eine Stadt im Bezirk Liberec (Reichenberg) in Nordböhmen (Tschechien).

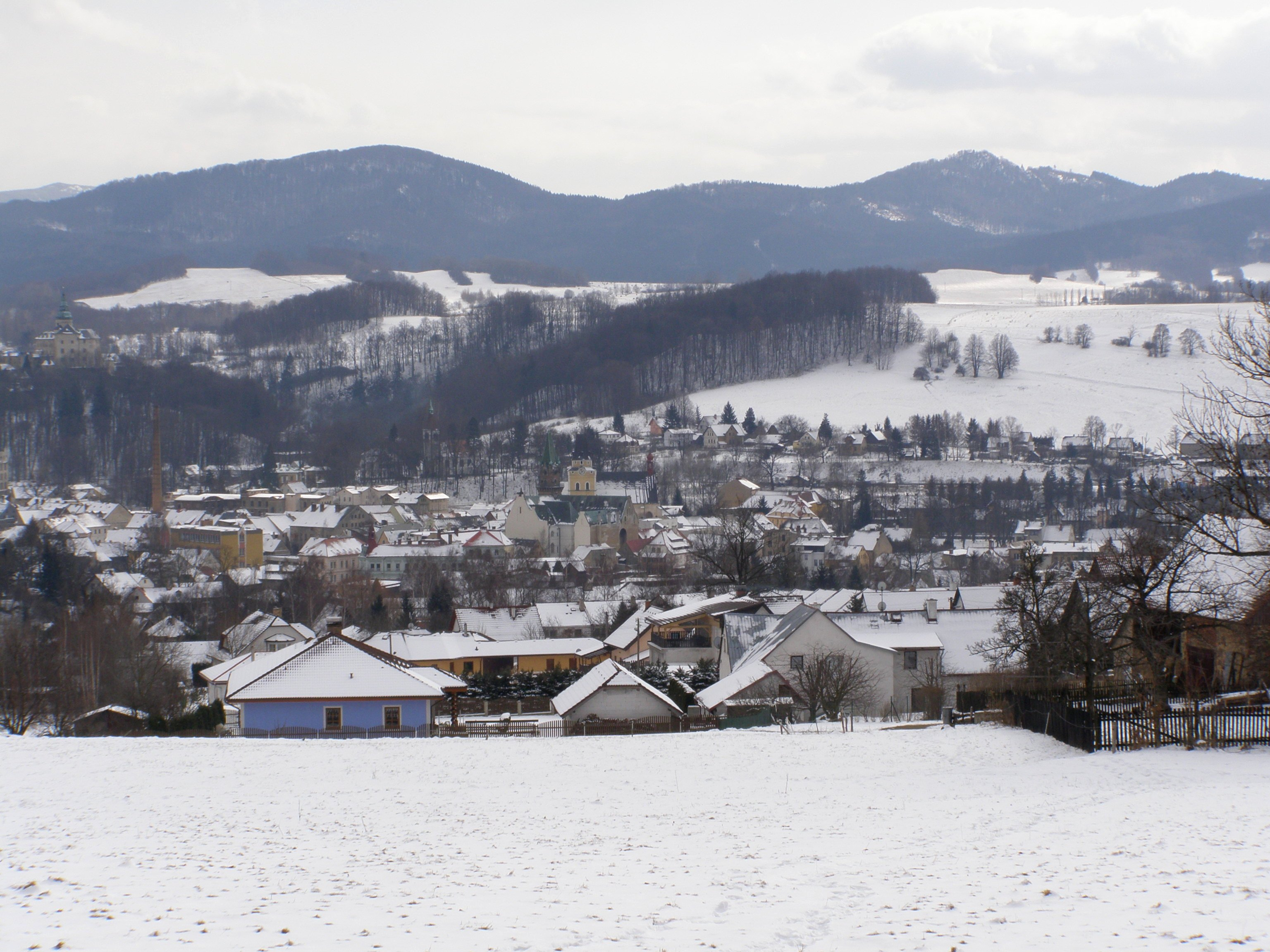
Stadtpanorama (Winter 2010)

## Geographische Lage
Die Stadt liegt im nördlichen Böhmen, im Isergebirgsvorland (Frýdlantská pahorkatina), an der Einmündung der Řasnice (Rasnitz) in die Smědá (Wittig) am Fuße des Schlossbergs.

## Stadtgliederung
Die Stadt Frýdlant besteht aus den Ortsteilen
- Albrechtice u Frýdlantu (Olbersdorf, volkstümlich auch Wüstullersdorf genannt) mit Filipov (Philippsberg)
- Frýdlant mit Hág (Hag) und Údolí (Jäckelsthal)
- Větrov (Ringenhain) mit Dolní Větrov (Niederringenhain) und Horní Větrov (Oberringenhain).

Grundsiedlungseinheiten sind Albrechtice u Frýdlantu, Dolní Větrov, Filipov, Frýdlant-střed, Fügnerova, Hág, Harta, Horní Větrov, Pod Špičákem (Feldhäuser), Předměstí, Supí vrch, U nádraží, U nemocnice, U Smědé, U zámku, Údolí und Zátiší (Nichthäuser).
Das Gemeindegebiet gliedert sich in die Katastralbezirke Albrechtice u Frýdlantu und Frýdlant.

## Geschichte

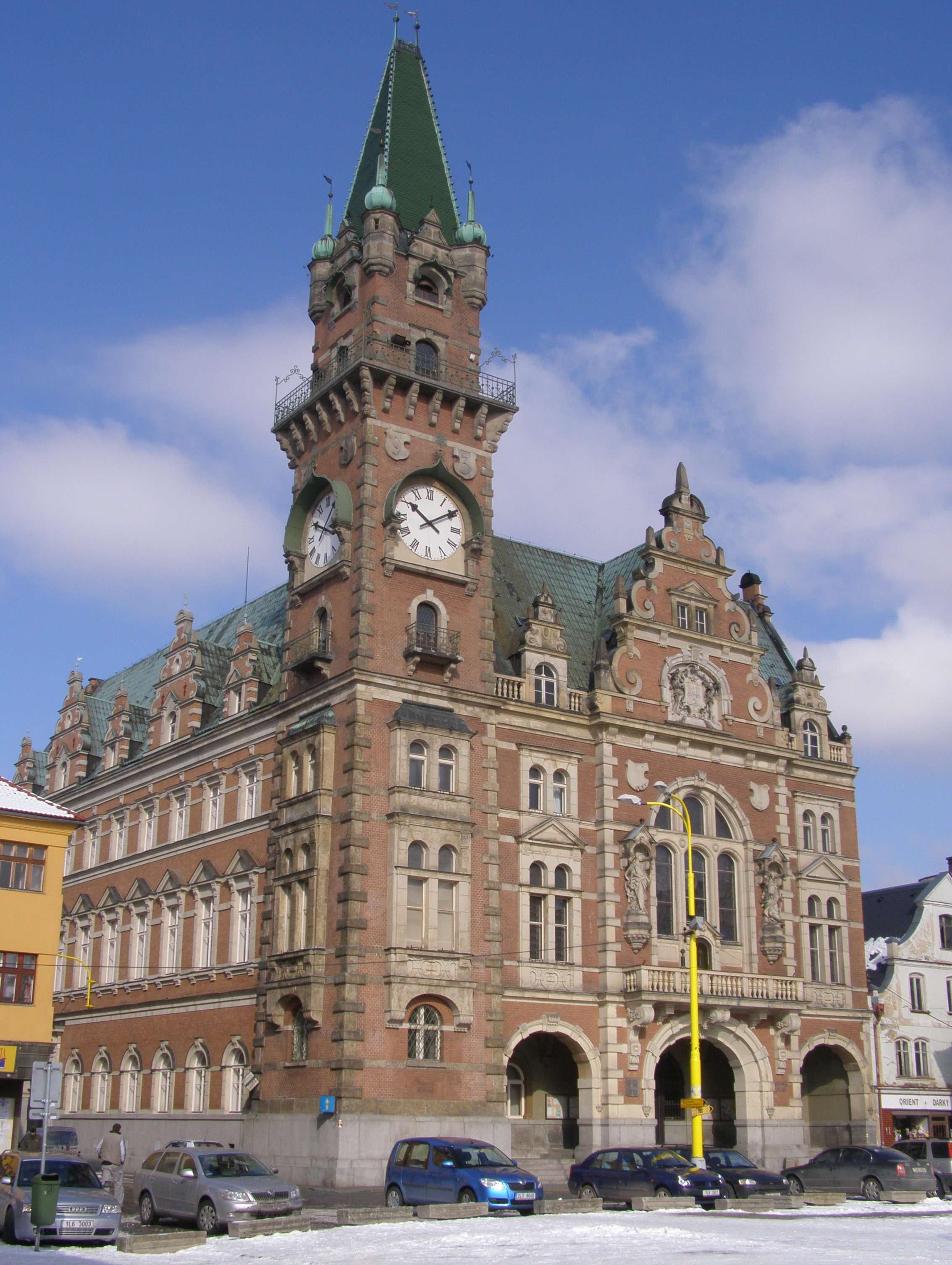
Rathaus von Friedland

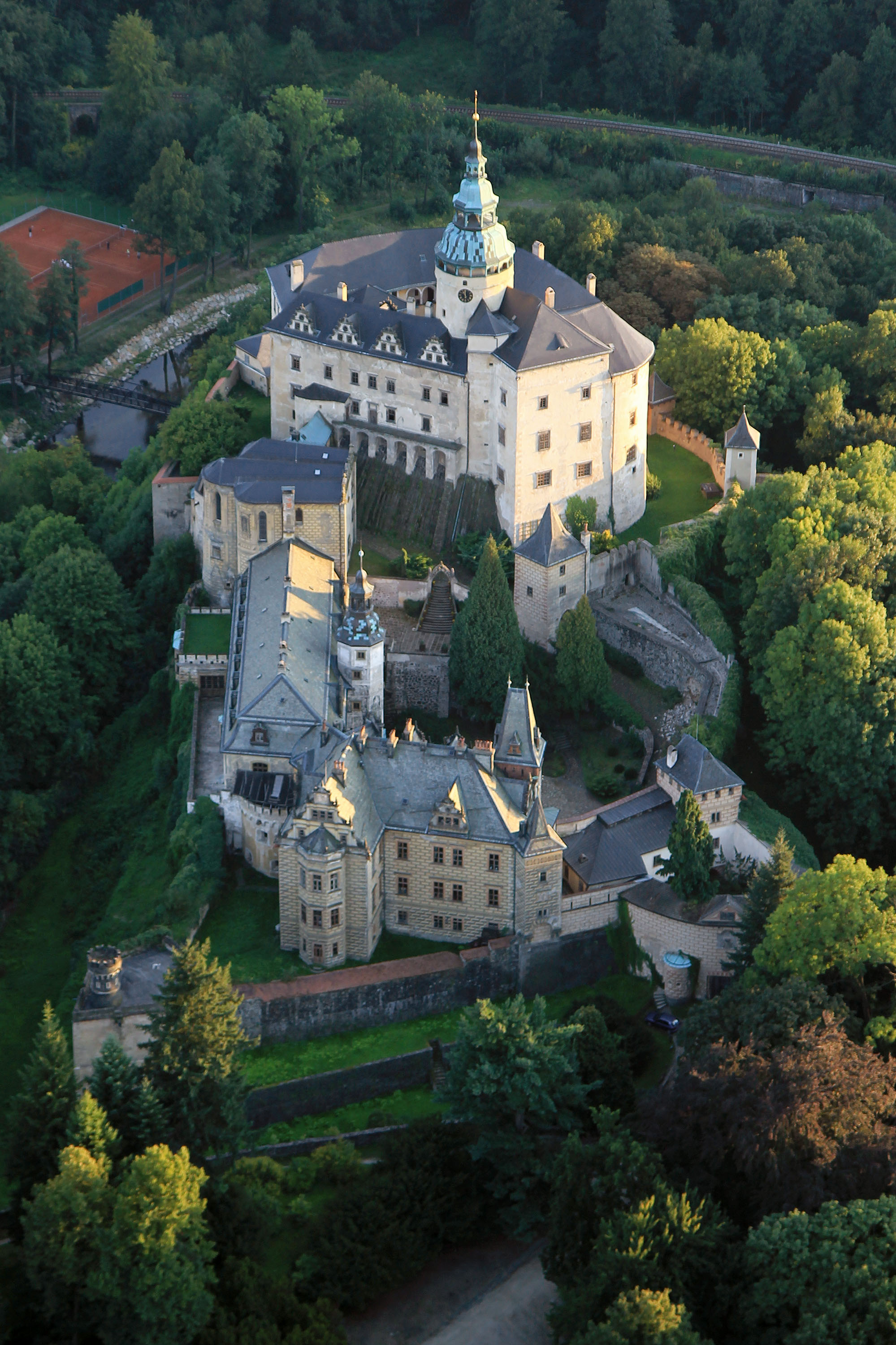
Burg und Schloss Friedland

Die Gegend um Friedland wurde wahrscheinlich im 6. Jahrhundert von slawischen Siedlern aus der Lausitz besiedelt. Sie gehörte als Teil des Gaus Zagost zu den Besitzungen der Bischöfe von Meißen um die Stadt Seidenberg. Im Jahre 1158 kam das Gebiet zu Böhmen. An der Stelle der Stadt befand sich ursprünglich ein Fischerdorf. Den Überlieferungen nach soll die Burg Friedland im Jahr 1014 vom Vladiken Berkowetz von Diewitz erbaut worden sein und der Schlossturm Indica noch aus dieser Zeit stammen.
Die erste schriftliche Erwähnung des Ortes erfolgte im Jahre 1278, als die Herren von Bieberstein den Sitz der Herrschaft Seidenberg nach Friedland verlegten. Schloss und Herrschaft Friedland gehören bis 1551 den Herren von Bieberstein, dann war die Region bis 1620 im Besitz der Herren von Redern. Diesen wurde die Herrschaft im Zuge der katholischen Gegenreformation Böhmens entzogen. Albrecht von Wallenstein erhielt sie von Kaiser Ferdinand II. 1620 zunächst als Pfand und kaufte sie 1622 endgültig vom kaiserlichen Fiskus. Bezahlt wurde die Herrschaft mit der sogenannten langen Münze, dem Inflationsgeld der Jahre 1621/22. 1623 wurde ihm dann der Titel eines Herzogs von Friedland verliehen. Damit erfolgte auch die Trennung der Standesherrschaft Friedland-Seidenberg. Nach der Liquidierung Wallensteins Anfang 1634 erhielt dessen bisheriger Stellvertreter Matthias Gallas einen Großteil seines Besitzes mit Friedland. Das kurzlebige Herzogtum Friedland wurde aufgelöst. Bis zum Ende der Habsburgermonarchie blieb der Grundbesitz über Friedland bei der Familie Gallas und deren Nachfolger Clam-Gallas.
Der Ort gehörte ab der Mitte des 19. Jahrhunderts zum Gerichtsbezirk Friedland bzw. zum Bezirk Friedland.
Bis dahin zum Kronland Böhmen Österreich-Ungarns gehörig, fiel die Stadt nach dem Ersten Weltkrieg 1919 bei deutscher Bevölkerungsmehrheit an die neu gegründete Tschechoslowakei.
Die Stadt Friedland hatte am 1. Dezember 1930 6.314 Einwohner (davon 563 Tschechen = 9 %); am 17. Mai 1939 waren es 5.829. Nach dem Münchner Abkommen 1938 kam die Stadt als Teil des Sudetenlandes zu Deutschland und erhielt 1939 den neuen offiziellen Namen Friedland (Isergebirge). Sie war bis 1945 Sitz des Landkreises Friedland im Isergebirge, Regierungsbezirk Aussig, im Reichsgau Sudetenland.
Nach dem Zweiten Weltkrieg kam Friedland wieder zur Tschechoslowakei und wurde in Frýdlant v Čechách umbenannt.
Auf Grund der Beneš-Dekrete wurden 1945 die deutschböhmischen Bewohner von Friedland enteignet und größtenteils vertrieben.
Durch den Zuzug von Tschechen sank die Einwohnerzahl nach der Vertreibung nur wenig; am 22. Mai 1947 hatte die Stadt 4.308 Bewohner.

## Bevölkerung
Bis 1945 war Friedland im Isergebirge  überwiegend von Deutschböhmen besiedelt, die vertrieben wurden.
Bevölkerungsentwicklung  bis 1945
| Jahr | Einwohner | Anmerkungen         |
| ---- | --------- | ------------------- |
| 1830 | 3.197     | in 549 Häusern      |
| 1834 | 3.300     | [ 8 ]               |
| 1857 | 4.259     | am 31. Oktober      |
| 1900 | 6.241     | deutsche Einwohner  |
| 1930 | 6.314     | davon 563 Tschechen |
| 1939 | 5.844     | [ 11 ]              |

Bevölkerungsentwicklung nach Ende des Zweiten Weltkriegs
(Stand: 31.12. des jeweiligen Jahres)
| Jahr | Einwohner |
| ---- | --------- |
| 1971 | 6.135     |
| 1980 | 7.604     |
| 1990 | 8.810     |
| 2000 | 7.568     |

| Jahr | Einwohner |
| ---- | --------- |
| 2010 | 7.590     |
| 2020 | 7.478     |
| 2022 | 7.427     |

## Städtepartnerschaften
- Friedland (Mecklenburg), Deutschland
- Friedland (Niederlausitz), Deutschland
- Friedland (Niedersachsen), Deutschland
- Frýdlant nad Ostravicí, Tschechien
- Korfantów, Polen
- Mieroszów, Polen
- Prawdinsk, Russland
- Siekierczyn, Polen

## Sehenswürdigkeiten

### Burg und Schloss Friedland
Die Burg Friedland, die als mögliche Inspiration für Franz Kafkas Roman Das Schloss gilt, entstand wahrscheinlich Mitte des 13. Jahrhunderts. Zu den bedeutendsten Adelsgeschlechtern, denen die Burg gehörte, zählten neben Waldstein (Wallenstein) die von Dubá, Bieberstein, Redern und Gallas bzw. Clam-Gallas. Im ältesten mitteleuropäischen Burgmuseum sind Möbel, Glas, Porzellan und insbesondere Waffen von der Hussitenzeit bis zum 19. Jahrhundert ausgestellt.

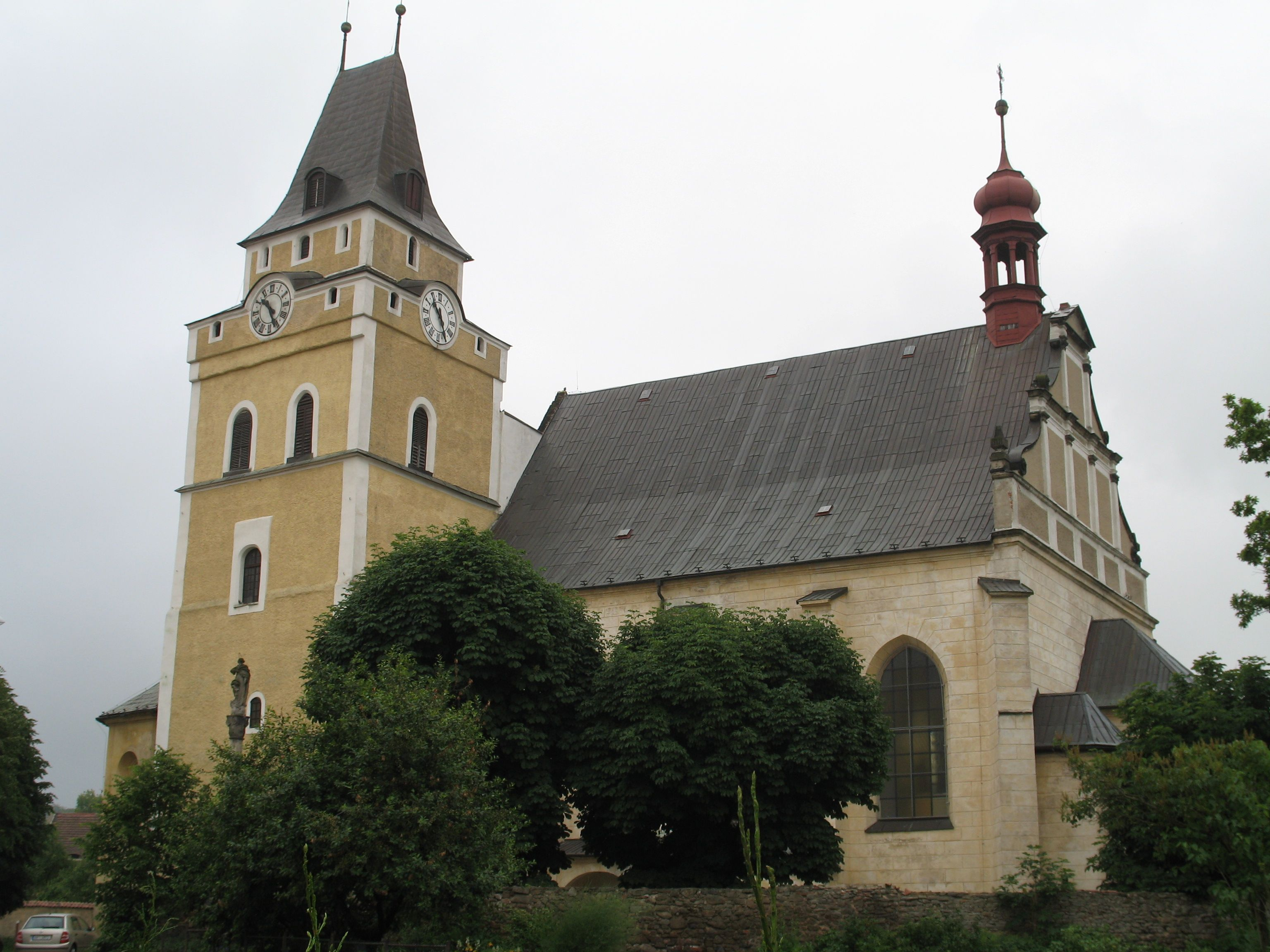
Kirche der Kreuzfindung

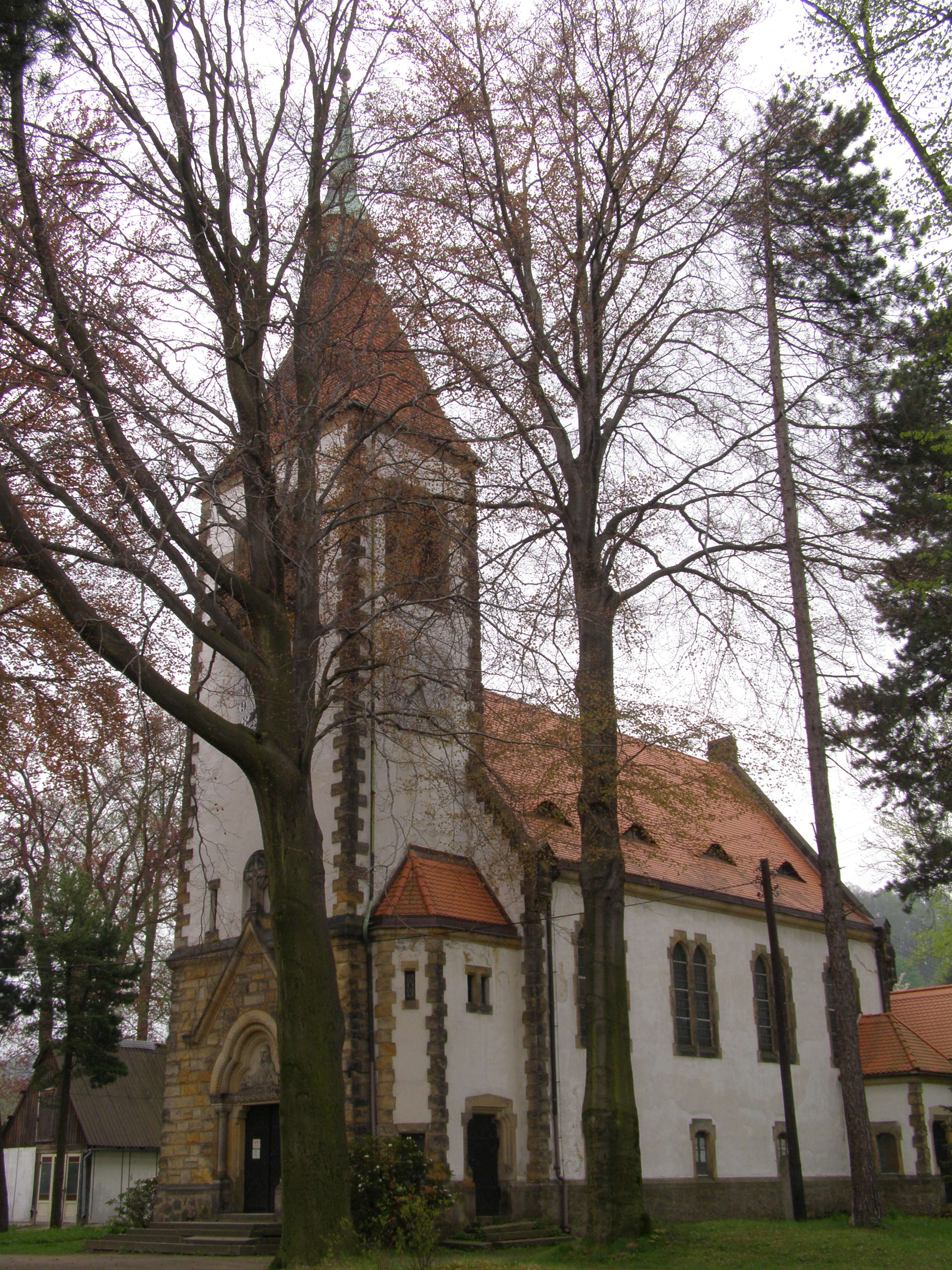
Christus-Erlöser-Kirche

### Kirche der Kreuzfindung
Die frühere Dekanatskirche (tschechisch Kostel Nalezení sv. Kříže) wurde in den Jahren 1549–1551 von den Herren von Bieberstein erbaut. Rechts des Altars stehen drei große Epithapien für Hieronymus Freiherr von Bieberstein († 1549), Johann Freiherr von Bieberstein († 1550) und Christoph von Bieberstein († 1566). In deren Kapelle befindet sich die Gruft der Familie von Redern aus dem Jahr 1566. Zwischen 1605 und 1610 schuf der Breslauer Bildhauer Gerhard Heinrich das Redernsche Mausoleum. Katharina von Redern ließ damit ihrem verstorbenen Mann Melchior von Redern für 37.000 Taler ein monumentales Denkmal aus Marmor, Alabaster und Bronze errichten.
Nach Fertigstellung erschien in Görlitz und Breslau eine gedruckte Beschreibung des Denkmals. Im Jahre 2001 wurde im wissenschaftlichen Altbestand der Christian-Weise-Bibliothek Zittau eine Zeichnung aufgefunden, die wahrscheinlich den ersten Entwurf hierzu darstellt.

### Christus-Erlöser-Kirche
Die evangelische Christus-Erlöser-Kirche wurde 1902 bis 1904 durch den Bonner Architekten Julius Rolffs erbaut.

### Rathaus
Das Rathaus in Friedland wurde in den Jahren 1893–1896 im Stile der Neorenaissance vom Wiener Architekten Franz Neumann erbaut. Im zweiten Stock befindet sich ein Stadtmuseum.

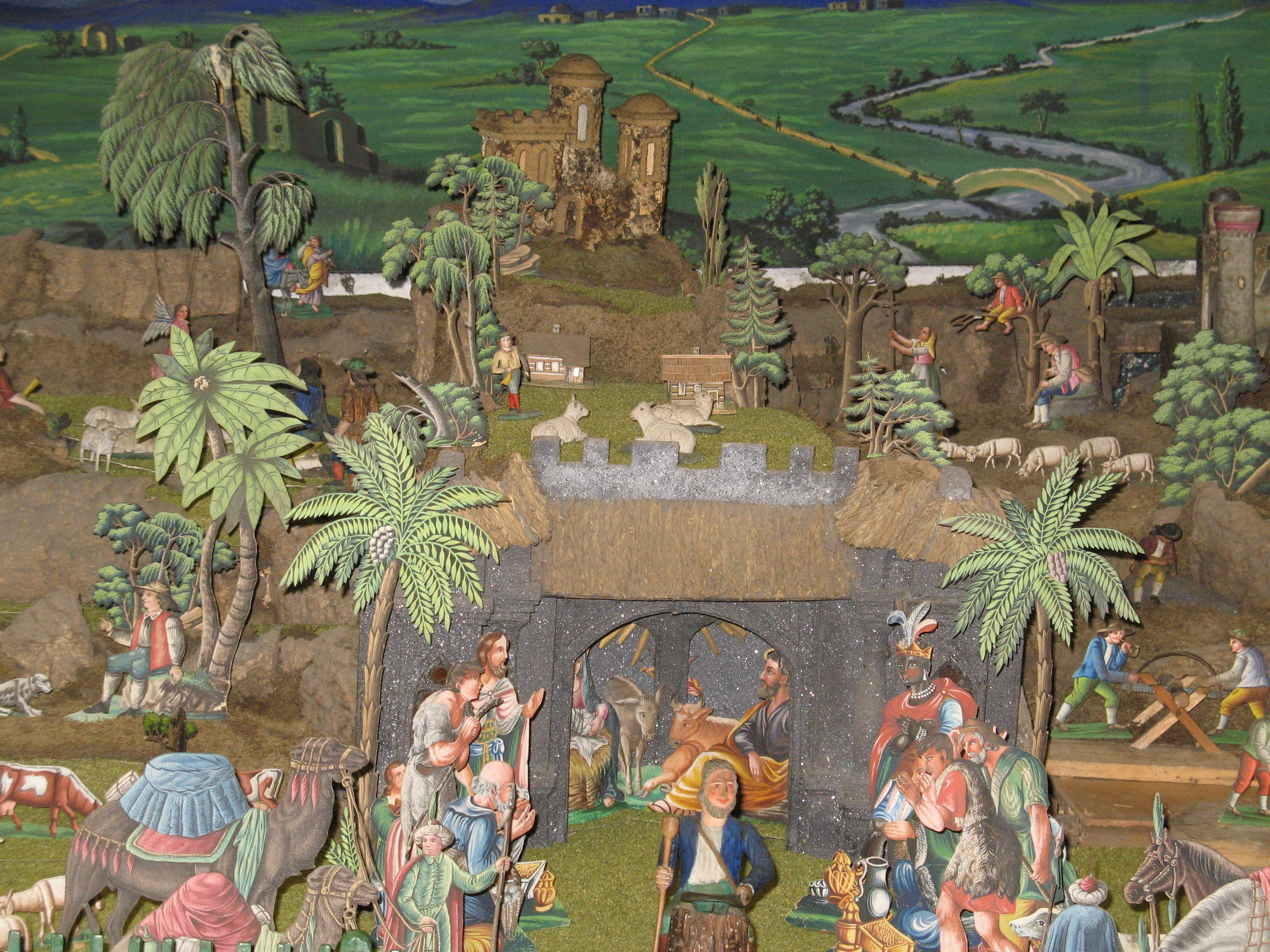
Weihnachtskrippe

### Weihnachtskrippe
Die Friedländer Weihnachtskrippe wurde von Gustav Simon (1873–1953) in 60-jähriger Bauzeit geschaffen. Sie befindet sich am Rand der Innenstadt, etwas versteckt auf der Zahradní, einer Seitengasse in einem kleinen Fachwerkhaus. Es ist gleichzeitig eines der ältesten Bauwerke von Frýdlant.

### Weitere Sehenswürdigkeiten
- Kirche der Heiligen Maria Magdalena (tschechisch Kostel sv. Maří Magdaleny, orthodox)
- Pestsäule, erbaut im Jahr 1899
- Aussichtsturm, 21 Meter Ziegelbau auf dem Resselsberg (U Rozhledny)

## Söhne und Töchter der Stadt
- Josef Gottfried von Riedel (1803–1870), österreichischer Psychiater
- Wilhelm Franz Speer (1823–1898), Komponist, Organist und Chordirigent
- Emanuel Basler der Ältere (1826–1903), deutscher Bildhauer
- Josef Weikert (1837–1907), Komponist und Kirchenmusiker
- Alexander Bittner (1850–1902), österreichischer Geologe
- Franz Thiele (1868–1945), deutscher Maler
- Richard Köhler (1886–1964), tschechoslowakischer Politiker (DNSAP)
- Viktor Eichler (1897–1969), Bildhauer
- Helmut Bilek (1910–unbekannt), deutscher Architekt
- Rudolf Beer (1911–1988), KZ-Lagerführer
- Josef Blösche (1912–1969), SS-Rottenführer
- Otto Kade (1927–1980), deutscher Übersetzungswissenschaftler
- Ruthild Langhammer (* 1940), deutsche Malerin
- Walek Neumann (* 1940), deutscher Freilichtmaler und Holzschneider
- Rainer Lösch (* 1944), deutscher Botaniker und Hochschullehrer
- Jan Budař (* 1977), Schauspieler, Regisseur, Musiker und Drehbuchautor
- Magdaléna Borová (* 1981), Schauspielerin
- Jan Rajnoch (* 1981), Fußballspieler
- Tomáš Plíhal (* 1983), Eishockeyspieler
- Miroslav Tomeš (* 1985), Biathlet
- Karolína Bednářová (* 1986), Volleyballspielerin
- Ladislav Šmíd (* 1986), Eishockeyspieler
- Antonín Hájek (1987–2022), Skispringer
- Helena Grozer (* 1988), Volleyball- und Beachvolleyballspielerin